# Communauté rurale de Ndiébène Gandiole
La communauté rurale de Ndiébène Gandiole est une communauté rurale du Sénégal située au nord-ouest du pays. 
Reconfigurée en 2008, elle fait partie de l'arrondissement de Rao, du département de Saint-Louis et de la région de Saint-Louis.
Son chef lieu est le village centre de Ndiébène Gandiol.